# Lac Blanc (Lac-Blanc)
Pour les articles homonymes, voir Lac Blanc.
Le lac Blanc est situé dans le territoire non organisé du Lac-Blanc, dans la MRC de Portneuf, en la province de Québec, au Canada.

## Géographie
Le lac Blanc a la forme d'une amande dans l'axe nord-sud, dans un territoire forestier dans la Zec de la Rivière-Blanche. Il s'alimente par la pointe nord, par la décharge d'un plus petit lac en amont, situé à 0,5 km plus au nord. Le lac Blanc se décharge par sa pointe sud, dans la rivière Blanche. Cette dernière coule vers le sud pour se jeter au village de Rivière-à-Pierre dans la rivière à Pierre. Le lac Blanc est situé à 1,25 km (en ligne directe) à l'ouest du lac Charles.

## Toponymie
Les toponymes suivants sont tous inter-reliés et ont été inscrits à la Banque des noms de lieux de la Commission de toponymie du Québec :
- « Territoire non organisé du Lac-Blanc », inscrit le 13 mars 1986,
- « Zec de la Rivière-Blanche », inscrit le 5 août 1982,
- « Rivière Blanche », inscrit le 5 décembre 1968,
- « Lac Blanc », soit le plus grand lac du Territoire non organisé du Lac-Blanc, inscrit le 5 décembre 1968.